# Hôtel de Nevers (rue de Richelieu)
Ne doit pas être confondu avec Hôtel de Nevers (rive gauche).
L'hôtel de Nevers est un hôtel particulier situé 12, rue Colbert et 58 bis, rue de Richelieu à Paris, en France. Constitué à l'origine d'une aile de 144 mètres située le long de la rue de Richelieu, il ne reste aujourd'hui qu'un modeste vestige du bâtiment originel. Seule demeure la partie située à l'angle de la rue Colbert et de la rue de Richelieu, côté nord, dénommée encore aujourd'hui hôtel de Nevers. La propriété du bâtiment relève de la Bibliothèque nationale de France.

## Histoire

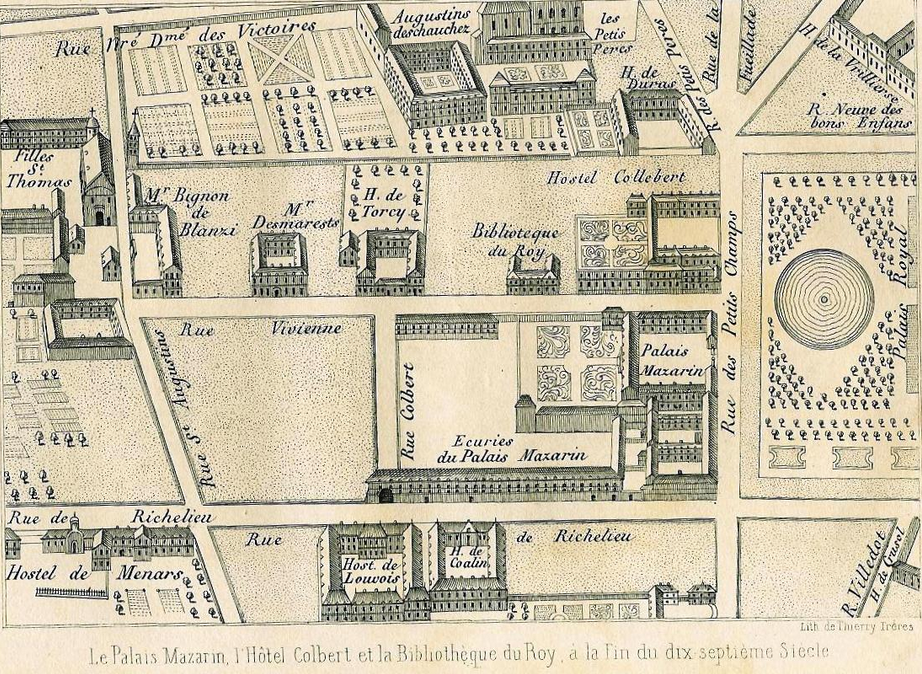
Le palais Mazarin au XVIIe siècle. L'hôtel de Nevers constitue la plus longue aile du plan.

### Le palais Mazarin
Locataire depuis 1643 de l'hôtel Tubeuf, situé rue des Petits-Champs, le cardinal Mazarin décide de se constituer un véritable palais en englobant les parcelles avoisinantes. En 1646, il confie à l'architecte  Pierre Le Muet, assisté de l’italien Maurizio Valperga, la construction d'une grande aile de 144 mètres de long à l'ouest de la propriété, prévue pour accueillir les écuries au rez-de-chaussée et sa bibliothèque à l'étage. Achevée en 1648, elle est complétée d'une aile de traverse qui la relie à l'hôtel Tubeuf et aux galeries édifiées par Mansart.
À la mort de Mazarin en 1661, l'ensemble du palais est divisé en deux lots : c'est son neveu Philippe Mancini, titré duc de Nevers, qui hérite de la partie située rue de Richelieu. Ce bâtiment prend alors le nom d'hôtel de Nevers. L'autre lot va à sa sœur Hortense Mancini et son époux, Charles-Armand de La Meilleraye. Le cardinal lègue néanmoins l'ensemble de sa bibliothèque au nouvel établissement qu'il a fondé par son testament, le Collège des Quatre-Nations, construit entre 1662 et 1688 sous la conduite de Louis Le Vau, où il se fait inhumer. La bibliothèque Mazarine ouvre au public deux fois par semaine à partir de 1691, et conserve encore aujourd'hui les livres et une partie du mobilier d'origine du palais Mazarin.

### L'hôtel de Nevers
En butte à des soucis financiers, le duc de Nevers doit réaliser en 1683 le lotissement de la « rue Neuve Mazarine ». Il négocie le percement de ce qui deviendra la rue de l'Arcade-Colbert, percement qui nécessite le raccourcissement des écuries et la création d'une arche pour que l'hôtel « enjambe » la rue. La partie ouest de l’actuelle rue Colbert est divisée en trois lots, dont les deux premiers sont vendus. Le dernier, comprenant cinq travées de l’ancienne bibliothèque Mazarine, est loué à vie en 1698 à la marquise de Lambert qui y lance son célèbre salon littéraire.

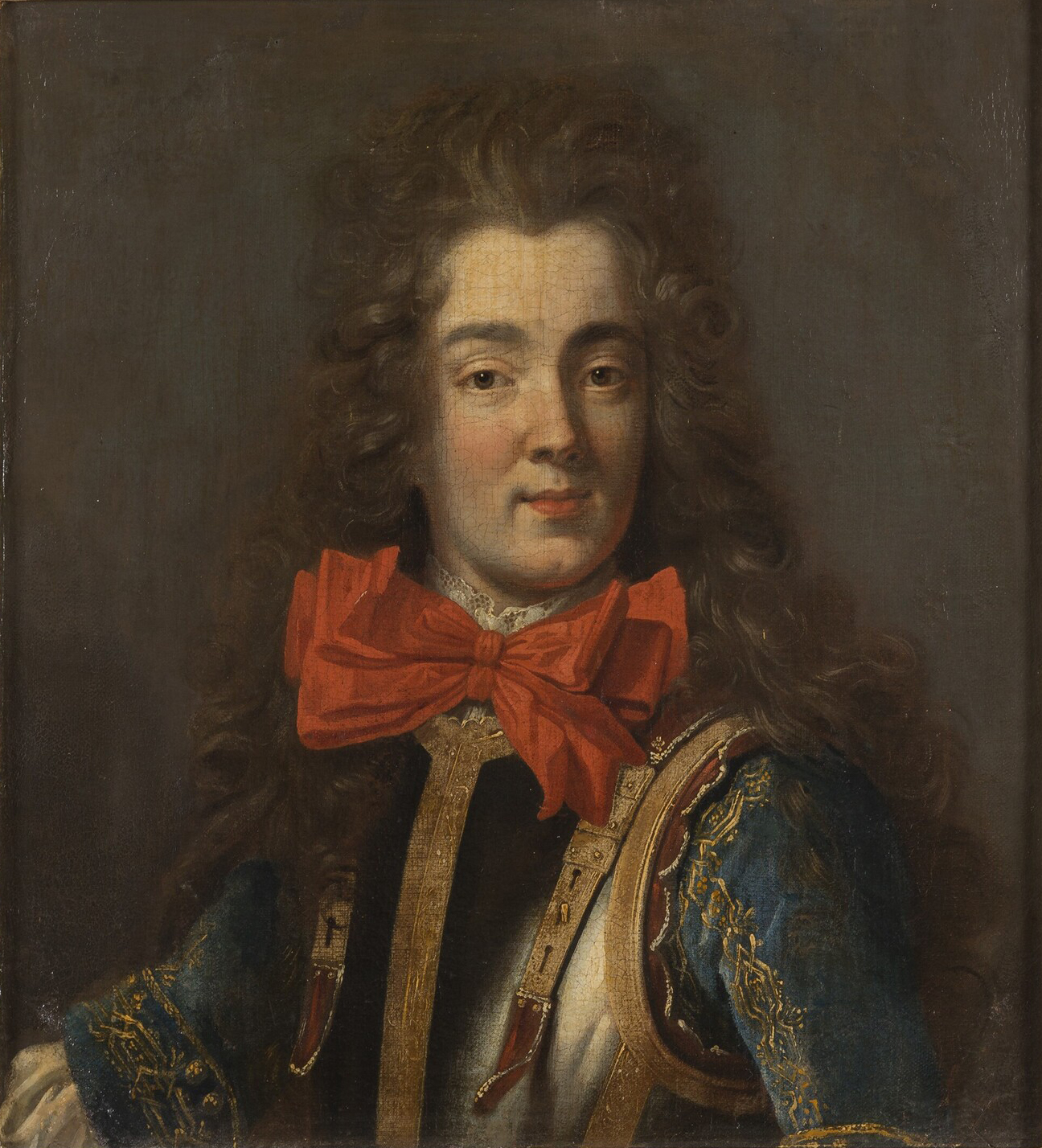
Philippe Julien Mancini, duc de Nevers.

Ce salon, l’un des plus prisés du siècle des Lumières, passait pour l'antichambre de l'Académie française et, selon le marquis d'Argenson, « elle avait fait nommer la moitié des académiciens ». On y croisait des personnalités telles que Fontenelle, Marie-Catherine d'Aulnoy, l'abbé de Choisy, le marquis de Sainte-Aulaire, Mme Dacier, Fénelon, le président Hénault, Marivaux, Montesquieu, Louis de Sacy, la baronne Staal, Madame de Tencin ou encore l'abbé Terrasson. La marquise y demeure jusqu'à sa mort en 1733.
En 1697, le duc de Nevers vend l’hôtel particulier construit par Le Muet à l’angle des rues de Richelieu et des Petits-Champs qui faisait également partie de son lot d'héritage à un certain Jean de Varennes. Du patrimoine de son oncle le cardinal Mazarin, il ne conserve que la grande aile et l'aile de traverse.
En 1707, Philippe-Jules François, fils et héritier du duc de Nevers, fait restaurer l'hôtel par Nicolas Dulin, puis le vend en 1714 à un certain Charles Chastelain, fournisseur aux armées. Ce dernier ayant fait faillite, il est condamné en 1716 par la chambre de justice et doit céder son hôtel au roi. Émerge alors, sous l'impulsion de l'abbé de Louvois, le premier projet d’installation de la Bibliothèque royale dans les lieux. Depuis 1666 celle-ci se trouve en effet à l’étroit dans deux maisons de la rue Vivienne. Mais en 1718, l’hôtel n’ayant pas été intégralement payé par Chastelain, il est rétrocédé au duc de Nevers.
Ce dernier le vend alors à John Law en mai 1719, qui y installe la Banque royale. Law rachète le même jour le petit hôtel vendu précédemment à Jean de Varennes. Le banquier écossais confie à Giovanni Antonio Pellegrini la réalisation des fresques du plafonds de la galerie située au dessus de l'arcade. Il confie également à l'architecte Armand-Claude Mollet la réalisation d'une nouvelle aile dans la cour, parallèle à l'aile de Nevers.
Mais la fortune de Law est de courte durée : son système fait faillite dès l'été 1720. Le roi récupère alors l'intégralité des anciens bâtiments du palais Mazarin.

### La Bibliothèque royale et la Bourse
Reprenant le projet de l'abbé Louvois, l'Abbé Bignon obtient de Louis XV qu'il installe la Bibliothèque royale dans l'hôtel de Nevers, jusqu'alors située rue Vivienne, mais il doit composer avec ses autres occupants. Dans un premier temps, la bibliothèque n'occupe que l'hôtel à l'angle de la rue de Richelieu, le rez-de-chaussée de la Galerie neuve que Law a fait bâtir par Mollet dans le prolongement des galeries de Mansart, et la galerie Mazarine. Le déménagement des collections a lieu entre septembre 1721 et février 1722. L’institution comprend alors cinq départements : Manuscrits, Estampes, Titres, Médailles et Imprimés. Ce n'est qu'en 1724 que l'hôtel de Nevers est déclaré appartenir pleinement au Roi, hormis la partie louée aux Lambert. Dès 1722 les Globes de Coronelli quittent le Louvre pour la Galerie neuve, où ils sont entourés par les collections d'Estampes.
De 1725 à 1735 la Galerie neuve est reprise par Robert de Cotte et achevée par son fils Jules-Robert de Cotte. La façade est ornée des armes royales qui disparaitront à la Révolution et qui seront remplacées par de nouvelles sculptures vers 1880. Entre-temps, la marquise de Lambert meurt et un arrêt du Conseil d'État du 23 février 1734 octroie son hôtel à la Bibliothèque, qui réunit ainsi l'intégralité de l'héritage du duc de Nevers, la galerie Mazarine en plus.
Aménagé par le nouvel architecte Jacques V Gabriel, l'hôtel de Lambert accueille le Cabinet des Médailles du roi, qui est inauguré en 1741. Gabriel commande un décor somptueux : le cabinet reçoit des boiseries rehaussées de décors en stuc par Jacques Verberckt, ainsi que des décors peints représentant les muses par Charles Natoire, François Boucher et Carle Van Loo. Une grande partie de ce décor a été conservé et replacé dans le nouveau « salon Louis XV » prévu par Jean-Louis Pascal dans l'aile Vivienne au début du XXe siècle. Jacques Gabriel, reprend également les travaux d'agrandissements prévus par Robert de Cotte en construisant l'aile nord, le long de la rue Colbert, terminée en 1739. 
L'hôtel, qui héberge, depuis sa fondation, la Bourse de Paris, à partir de 1724, ne connaît plus lors de grande modification, jusqu'au milieu du XIXe siècle. Par un arrêté du 30 mars 1774, y furent institués la criée à haute voix et un parquet de négociations.

### La destruction de l'hôtel

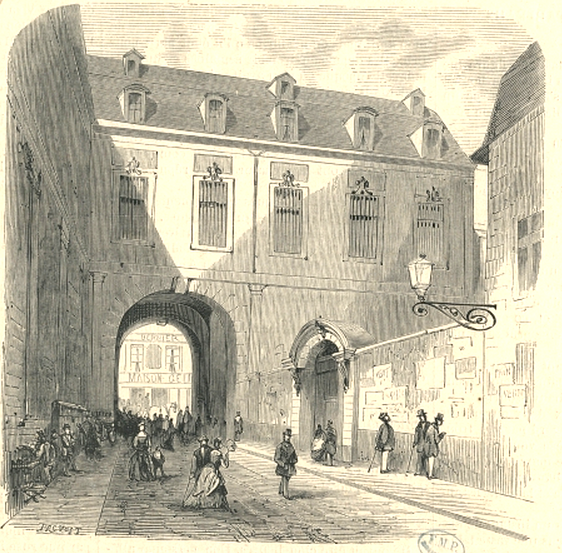
Vue artistique de l'hôtel de Nevers avant démolition partielle (L'Illustration, 1868).

En 1854, Henri Labrouste devient l'architecte de la bibliothèque. Après avoir rénové dans un premier temps l'hôtel Tubeuf, entre 1857 et 1860, démoli les petits hôtels de Le Muet attenant à l'hôtel Tubeuf, les travaux de construction de la salle de travail sur la partie sud de la cour d'honneur, appelée aujourd'hui salle Labrouste, commencent. En 1862 commencent les travaux du magasin central destiné aux Imprimés, à l'endroit où s'élevait l'aile de la traverse qui reliait l'aile de Nevers à la galerie Mazarine.
Labrouste n'omet pas de poursuivre la restauration des espaces les plus prestigieux, notamment la galerie Mazarine en 1868, mais il n'attache pas un grand intérêt à préserver les bâtiments du XVIIIe siècle. L'hôtel de Nevers est ainsi presque intégralement détruit pour laisser place à la nouvelle aile Richelieu en 1869, seul demeurant l'extrémité nord désormais complètement séparée du site par la rue Colbert. L'escalier de Law est détruit dès 1860 et en partie racheté par Richard Wallace, tandis que des boiseries conçues par Robert de Cotte sont acquises parmi les matériaux de rebuts par des particuliers, comme James de Rotshild. Le Comité des travaux historiques suit de près le chantier, s'assurant notamment que les décors du Cabinet des Médailles soient déposés en attendant une nouvelle affectation dans les nouveaux bâtiments.
Dans le contexte d'effondrement du Second Empire et vivement critiqué sur ce volet patrimonial, Labrouste ne peut achever la destruction de l'aile de Jacques V Gabriel qu'il avait entrepris. Cette dernière sera finalement restaurée par son successeur, Jean-Louis Pascal.

### Les vestiges de l'hôtel de Nevers
L'hôtel de Nevers, réduit à trois travées, continue cependant à exister. Le Centre international de synthèse s'y installe en 1928. La partie supérieure, aujourd'hui très dégradée, n'est plus occupée, mais le rez-de-chaussée abrite encore l'atelier de serrurerie de la Bibliothèque nationale de France, toujours propriétaire des lieux. La cour de l'hôtel abrite un plus petit bâtiment construit au XVIIIe siècle pour abriter des remises et les écuries de la marquise de Lambert, dénommé Maison de l'abbé Barthélemy. Ce dernier y aurait eu ses quartiers en tant que garde du Cabinet des médailles au sein de la Bibliothèque du roi. Le bâtiment abrite des services du département de l'orientation et de la recherche bibliographique, qui devront intégrer le quadrilatère Richelieu à l'issue de sa rénovation.
Lors des Rencontres d'Arles 2011, le ministre de la Culture Frédéric Mitterrand a annoncé que l'hôtel abriterait un nouvel espace entièrement consacré à la photographie à partir de 2014. Le Jeu de Paume aurait géré cette salle d'exposition de 650 m2 et en aurait assuré la programmation. Le 10 septembre 2012, Aurélie Filippetti annonce finalement que ce projet ne verra pas le jour, au même titre que trois autres projets envisagés par l'ancien gouvernement, à savoir : le Centre d’art pariétal Lascaux 4 (qui ouvrit finalement en décembre 2016), une salle supplémentaire pour la Comédie française et la Maison de l'histoire de France. Lors d'une réunion début juin 2014, la direction de la Bibliothèque nationale confirme vouloir céder ces locaux au profit d'une université.
Les façades et toitures ainsi que les intérieurs du bâtiment principal et le portail d'entrée font l’objet d’une inscription au titre des monuments historiques depuis le 2 juin 1992.

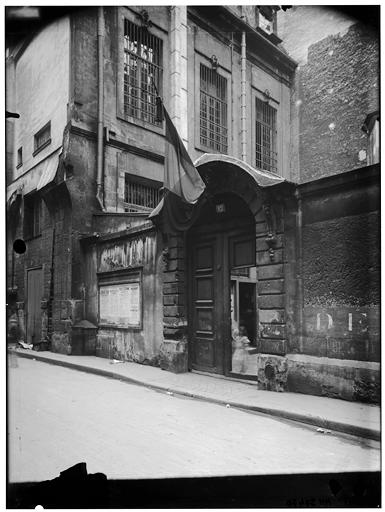
L'hôtel en 1925.
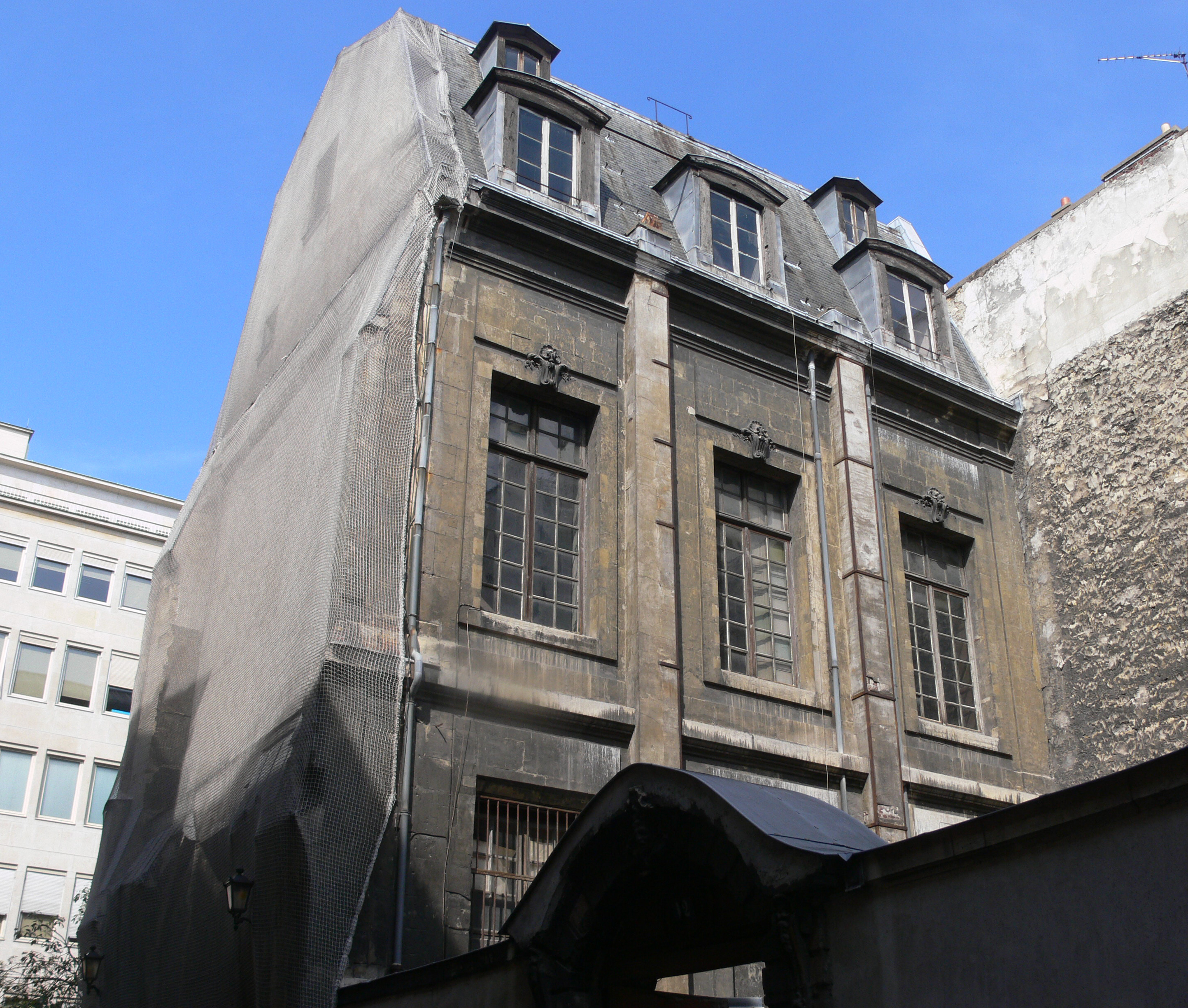
L'hôtel en 2011.
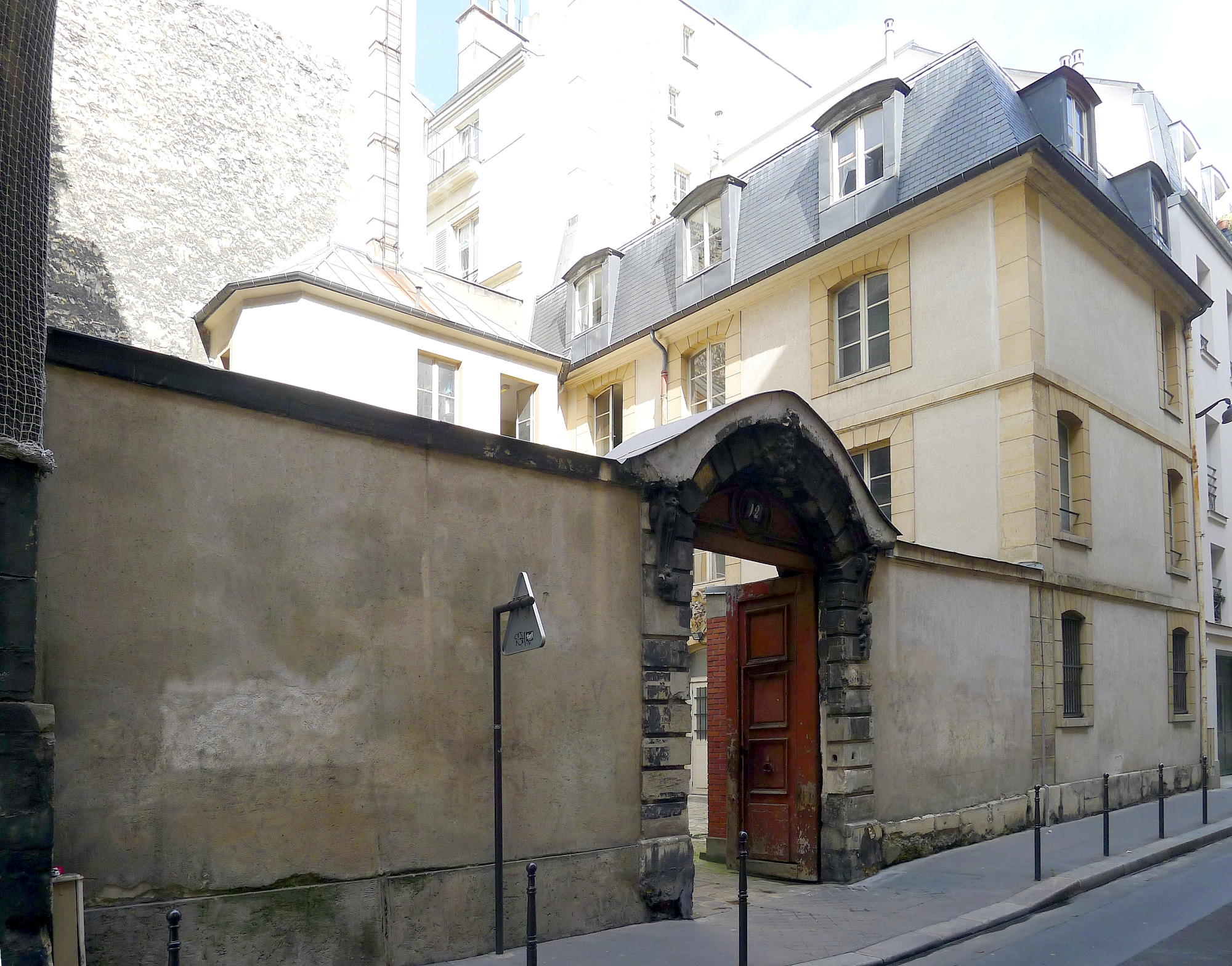
La maison de l'abbé Barthélémy.
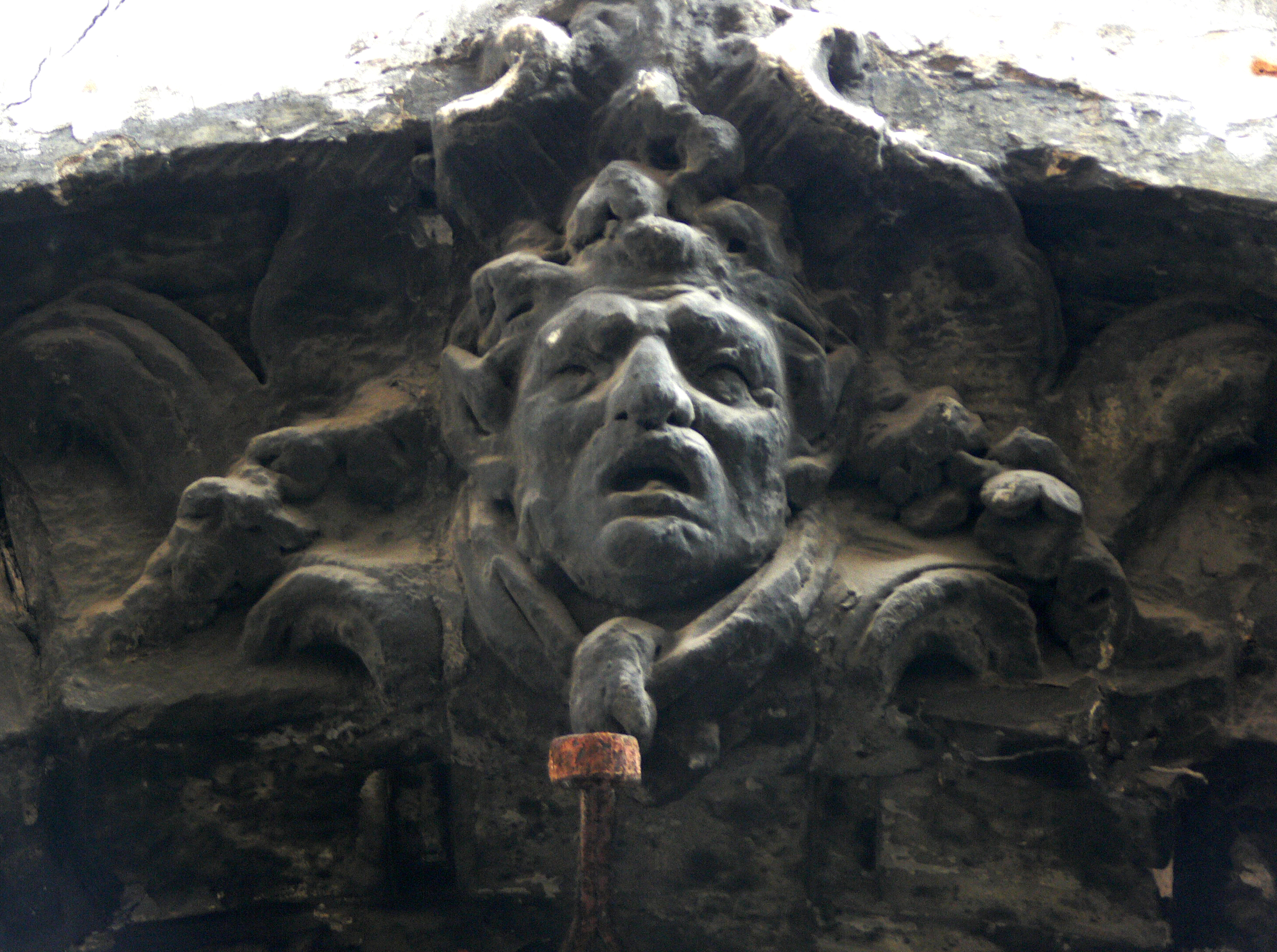
Mascaron du portail.
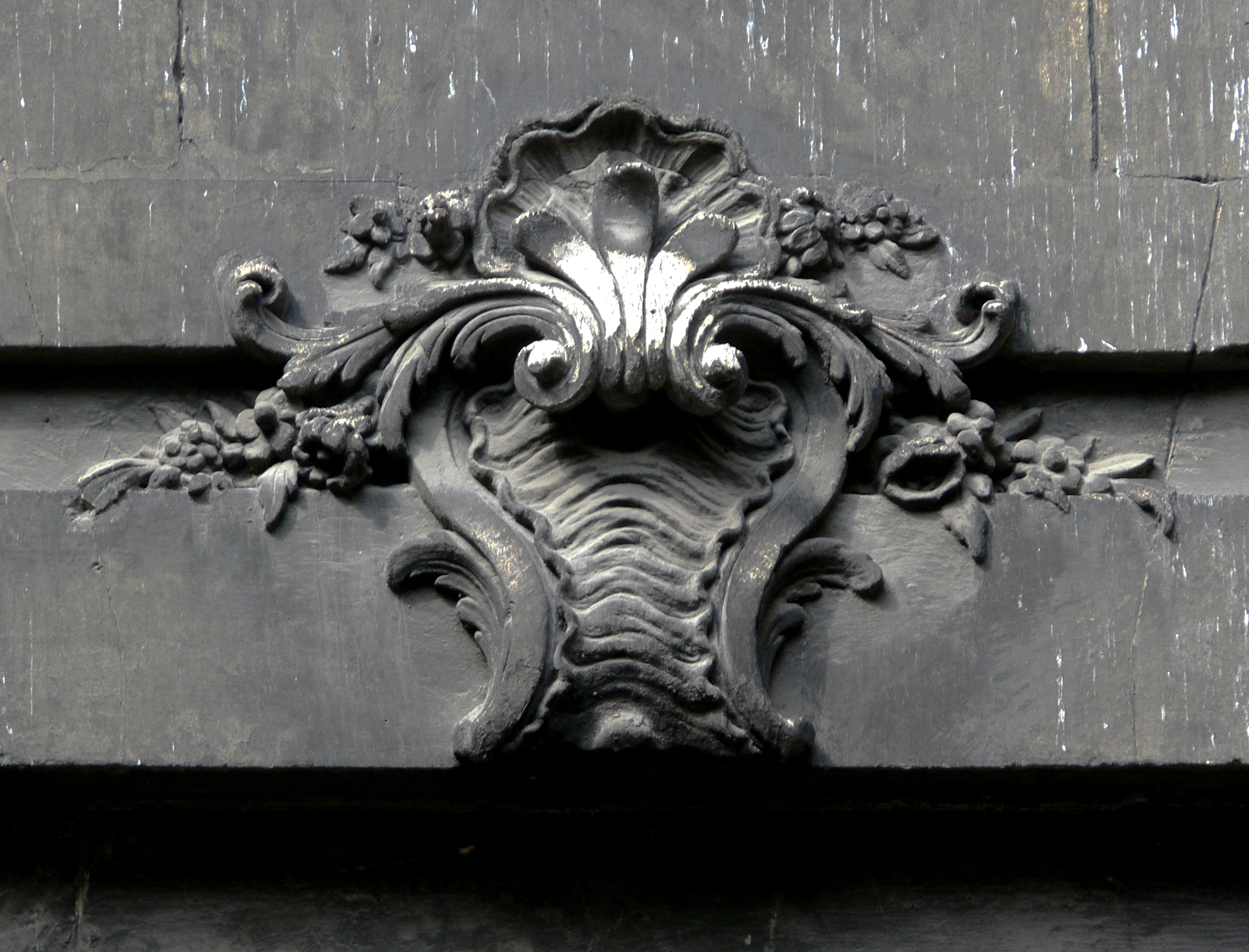
Élément décoratif au niveau des fenêtres.